# Époque de Nara
Pour les articles homonymes, voir Nara (homonymie).
710 – 794 (ou 784)
Entités précédentes :
- Période d'Asuka

Entités suivantes :
- Époque de Heian

L'époque de Nara (奈良時代, Nara-jidai), est l'une des 14 subdivisions traditionnelles de l'histoire du Japon. Cette période se situe entre 710 et 794 (ou 784). Elle est précédée par la période d'Asuka (du milieu du VIe siècle jusqu'en 710) et suivie par l'époque de Heian (794-1185).
L'ère Tenpyō (ou Tempyō) (729-794) (ou 729-784), seconde période de Nara après l'ère Hakuhō selon certains historiens d'art, sert, parfois, à évoquer toute la période dans le domaine artistique, car la culture a été particulièrement brillante à ce moment-là. Le Japon constitue alors un foyer culturel de première importance à côté de Silla, en Corée, et de la Chine, se présentant comme un petit empire « civilisé » (selon des critères posés par l'empire chinois et auxquels le Japon adhère).

## Histoire et organisation politiques

### Centralisme: capitale et codes
Auparavant, au cours de la période d'Asuka, commence un processus de centralisation du pouvoir fondé sur le modèle chinois, avec la réforme de Taika (645). En effet, la Chine s'est enfin réunifiée sous les dynasties Sui (581-618) puis Tang (618-907) et redevient un modèle pour ses voisins. Par ailleurs, la diffusion du bouddhisme incite à la circulation des étudiants et des moines, qui passent ainsi sur le continent et reviennent avec des informations sur les modèles prestigieux de la Chine. Ainsi le premier grand code japonais, à la manière des codes chinois, est promulgué par l'impératrice Jitô (reg. 686-697) ; elle tente aussi de fonder la première capitale durable, qui passe d'Asuka à Fujiwara-kyō. Ce processus va cumuler avec le code administratif de l'ère Taihō (code de Taihō) en 701, et donner naissance au régime des codes (律令, ritsu-ryō), ou ritsuryō, le système politique du Japon jusqu'à la fin de l'époque de Heian (1185). Ce code, composé de dispositions pénales (ritsu) et d'institutions administratives (ryô), mêle des traditions locales à des éléments chinois, en particulier le code des Tang. Mais les structures mises en place à cette époque (bureaucratie centrale, système de répartition des rizières…) connaissent des difficultés dès l'époque de Nara.
En 710, cette époque de Nara débute avec l'installation de la capitale par l'impératrice Genmei à Heijō-kyō (平城京, kyō voulant dire « capitale ») aujourd'hui connu sous le nom  de Nara, la première capitale fixe de l'archipel. Elle prend fin, lorsque l'empereur Kammu (reg. 782-806) déplace la capitale à Nagaoka-kyō (en 784) pour échapper à l'influence des six écoles de la capitale du sud (南都六宗, Nanto roku shū). Ce site est rapidement quitté au profit de Heian-kyō (平安京), future Kyōto, car le lieu semblait néfaste.

### Capitales
Nara / Heijō-kyō : La ville est placée à proximité de routes, et donc en un lieu plus pertinent que Fujiwara-kyô. Elle est bien plus étendue aussi, plus de trois fois. Elle couvre 4,2 km sur 4,7 km. Construite en un damier de mailles carrées, sur le modèle chinois de la ville de Chang'an (capitale des Tang), la ville abrite le palais impérial, les résidences des fonctionnaires, les habitations des gens du peuple, deux marchés permanents et, rapidement, plusieurs monastères bouddhiques, soit près de 200 000 habitants dont 10 000 fonctionnaires gouvernementaux. L'influence étouffante de puissants monastères bouddhistes poussera l'empereur Kammu à déplacer la capitale à Nagaoka en 784, puis à Heian (Kyōto), qui restera le lieu de résidence de l'empereur, ensuite, pendant plus de mille ans (jusqu'à la restauration de Meiji, en 1868). Dans la ville nouvelle de Nara les résidences des notables doivent posséder un toit de tuiles, vert foncé ou gris bleuté, des piliers peints en rouge et des murs en blanc afin de valoriser l'image de la capitale. Mais cet espace urbain contient aussi des jardins, des champs, des rizières et même des bois.
Ces capitales japonaises ne possèdent pas de murailles : absence de menace extérieure, et s'il y a coup d'État ou guerre civile les combats peuvent se dérouler en ville mais jamais pour la ville. Par ailleurs, des fouilles ont mis au jour des résidences privées, dont celle d'un prince. Des jardins avec étangs y peuvent accueillir des jeux, des danses et des concours poétiques, lesquels sont connus par des sources écrites. Enfin, les tablettes (ici 35 000 mokkan) qu'on y a découvertes révèlent comment la vie de ce palais est organisée. Celle-ci repose largement sur la perception d'un tribut en produits frais. Ces tributs en produits frais étaient, bien sûr, payés par le peuple, en très grande majorité, des paysans.

### Femmes au pouvoir
Ce qui caractérise le mieux la dynastie impériale est, alors, la prédominance des femmes sur le trône. En effet, le clan Fujiwara à l'époque de Nara, descendant de Kamatari, établit des liens de parenté avec la famille impériale en mariant ses filles aux princes et en les faisant accéder au pouvoir.
C'est sous le (second) règne de l'impératrice Saimei, vers 660, qu'est monté un corps expéditionnaire de 170 navires, afin de venir en aide au royaume coréen de Baekje (Paekche), agressé par Silla et les Tang. Mais cette mission arrivera trop tard, Paekche étant alors trop affaibli et divisé, l'expédition est un fiasco. Des réfugiés coréens sont, alors, accueillis. Finalement, le Japon ne rétablit que des contacts distants avec Silla, vainqueur, mais se tourna plutôt vers la Chine dans un climat de vives tensions.
Cette époque voit aussi l'accession au trône de la dernière impératrice japonaise pour presque mille ans. En raison de l'influence néfaste - selon ceux qui ont écrit l'histoire ensuite - exercée par le moine Dōkyō sur l'impératrice Shōtoku (718-770), il fut en effet décidé que plus aucune femme ne serait autorisée à monter sur le trône.

### Comment on écrit l'Histoire
En 712 et 720 sont compilés deux premières chroniques impériales, respectivement le Kojiki (histoire largement mythique qui s'adresse à la Cour) , (écrit en sino-japonais) et le Nihon Shoki, écrit en chinois pouvant être lu par des chinois et retrace la dynastie du Yamato, précisément, jusqu'à la fin du VIIe siècle.

### Empereurs
- Mommu (697-707)
- Gemmei (707-716)
- Genshō (715-724)
- Shōmu (724-749)
- Kōken (749-758)
- Junnin (758-764)
- Shōtoku (764-770)
- Kōnin (770-781)
- Kammu (781-806)

## Aspects sociaux

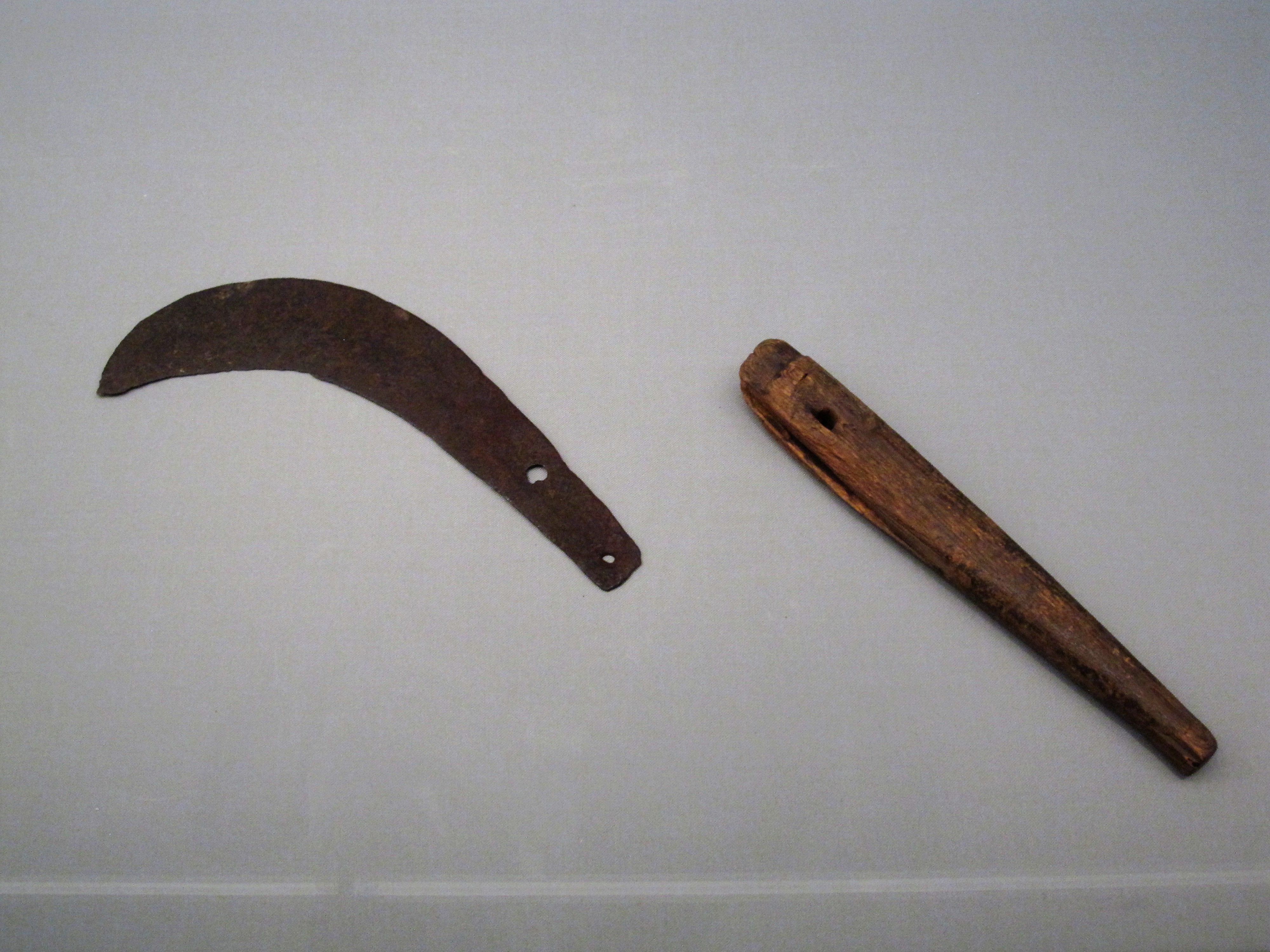
Faucille. Époque de Nara. Musée national de Tokyo

La diffusion des instruments aratoires en fer et une politique d'encouragement à l'agriculture permettent l'augmentation de la production, au VIIIe siècle. Bien loin de l'élite, la très grande majorité des habitants du Japon se consacre à cette époque à l'agriculture et vit, misérablement, dans des villages ou des hameaux plus ou moins dispersés. La maison semi-enterrée se trouve remplacée, progressivement, d'Ouest vers l'Est, par une maison construite sur le sol et surélevée sur des poteaux, prototype de ce qui deviendra la « maison japonaise traditionnelle ».
Paysans et notables. Par rapport à ces habitations de paysans, aux toits de chaume, les toits des notables se doivent d'être couverts de tuiles. Parmi ces notables, des « nouveaux riches », prêteurs, usuriers ou commerçants, gèrent rizières et terres récemment mises en culture. Car la riziculture continue de s'implanter sur le territoire. Mais, en raison des taxes (la fiscalité de l'État des Codes), de nombreux paysans, employés à la capitale, fuient et retournent chez eux, se déplacent d'une province à l'autre, se mettent sous la protection d'aristocrates ou de monastères.
Les taxes arrivant en retard, avec bien d'autres signes de désordres, tout cela menace les fondements du système à la fin du VIIIe siècle.
Les grands défrichements sont plus motivés par les besoins croissants de la classe dirigeante que par la hausse démographique. Les clans aristocratiques d'avant la réforme de Taika se sont mués en une classe de fonctionnaires qui ont su profiter de toutes les réformes pour maintenir ou augmenter leur mainmise sur les terres, cultivées ou non. En tant que fonctionnaires de l'État des Codes ils ont tout intérêt à étendre l'assiette foncière de l'impôt, et, en conséquence, de favoriser les défrichements, ou la transformation des zones de cultures sèches en rizières inondées. Et pourtant ce sont précisément ces petits champs de culture sèche et ces jardins, exempts de redevances publiques, qui permettent aux paysans de survivre. Les rizières publiques sont cultivées par ces paysans, appelés kômin, grâce à une redistribution effectuée tous les six ans ; mais ils en tirent à peine de quoi payer tous les impôts. Beaucoup, appauvris ou ruinés deviennent, en quelque sorte, les « esclaves » des plus aisés. D'autres deviennent vagabonds ou brigands. La misère est constante et les rizières publiques sur lesquelles reposent l'impôt sont de plus en plus désertées, les paysans fuyant en tous sens afin, précisément, d'échapper aux corvées et aux impôts.
Les paysans tentent ainsi d'échapper aux corvées par tous les moyens, il s'ensuit que les belles routes droites qui avaient servi d'axes de communication, entre autres, aux gouverneurs et fonctionnaires, ne sont plus entretenues dès la fin du VIIIe siècle et elles ont pour la plupart disparu au IXe siècle.

## Religions

### Shintô
La plupart des villageois pratiquent ce qui sera appelé plus tard, au XIIIe siècle, le shintō, basé sur le culte des kami, c'est-à-dire les forces de la nature et les esprits des ancêtres .

### Bouddhisme, architecture et art bouddhique

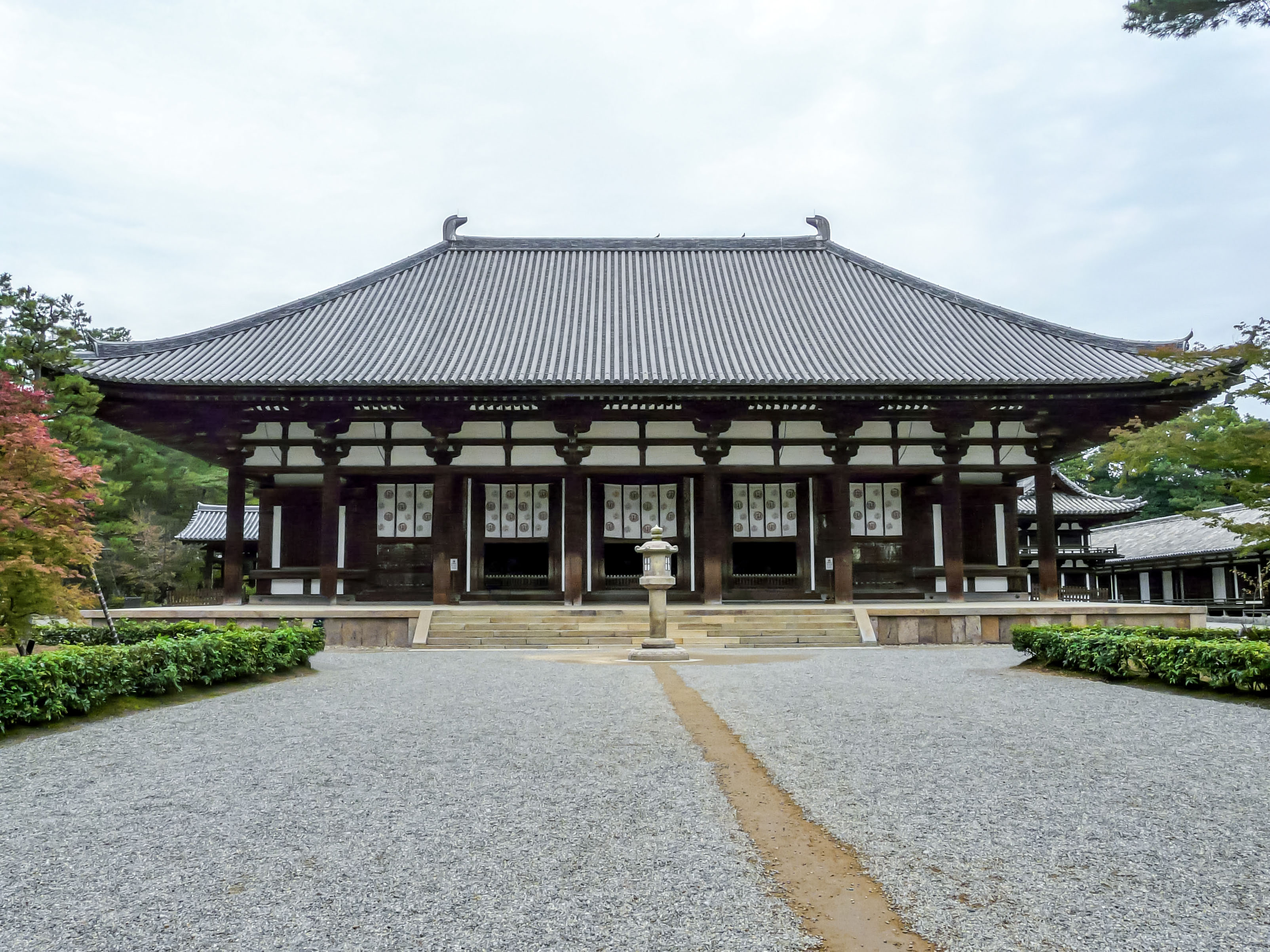
kondo du Toshodai-ji (v. 770-780). Nara[21].
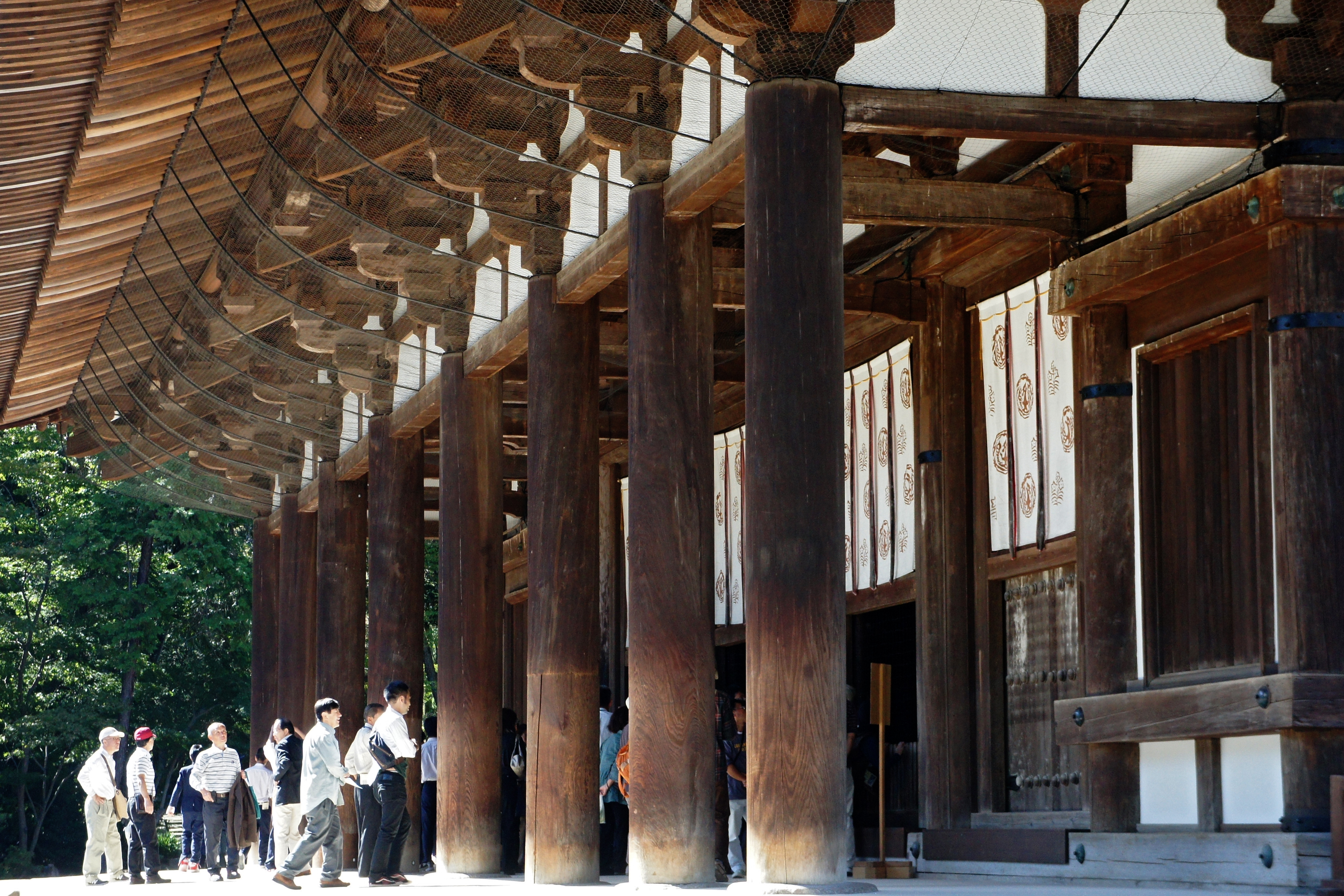
Jeu de consoles sur la travée de la façade. Toshodai-ji
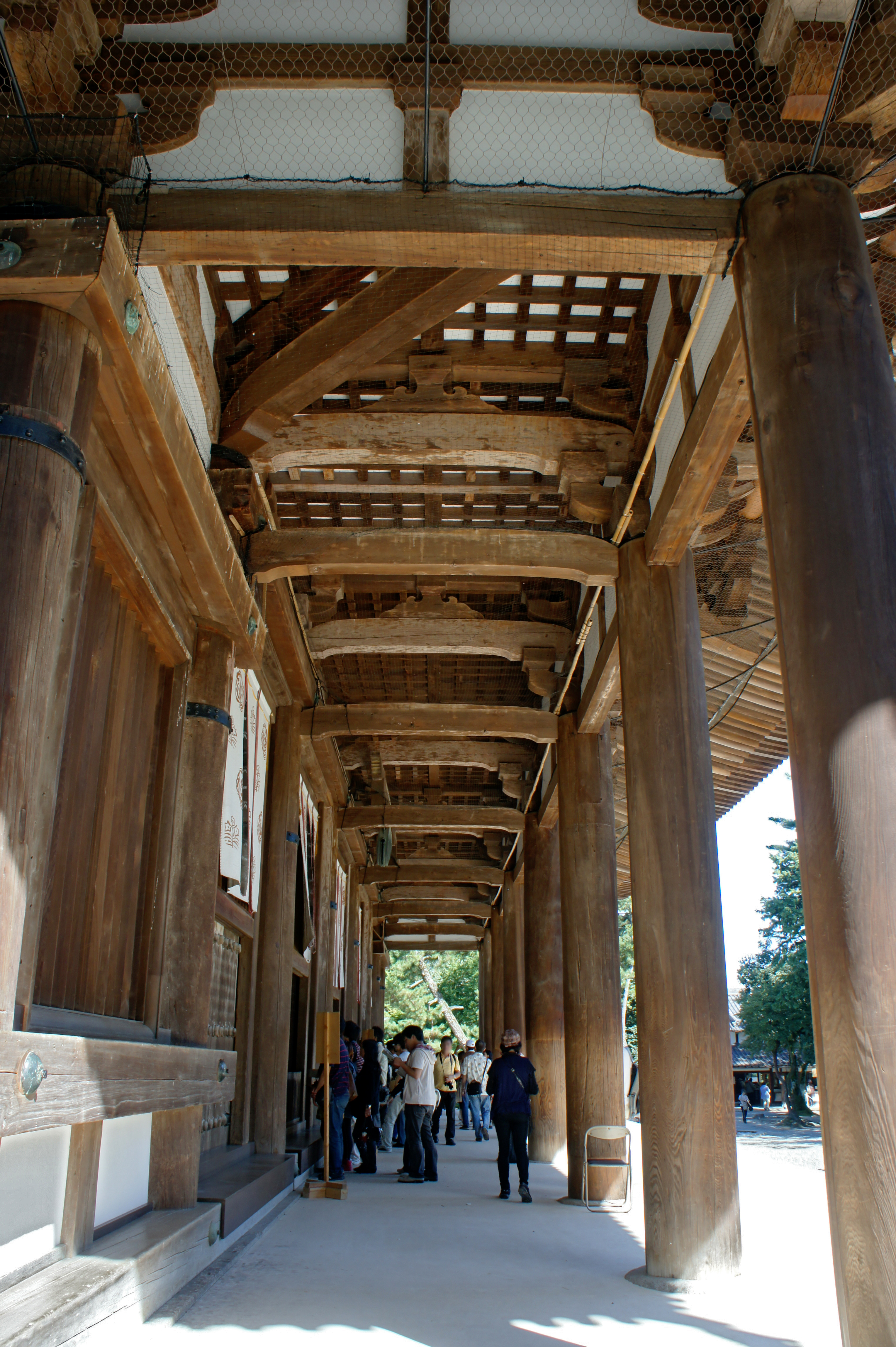
Vue des entraits et des kaerumata[22], travée de la façade. Toshodai-ji[23].
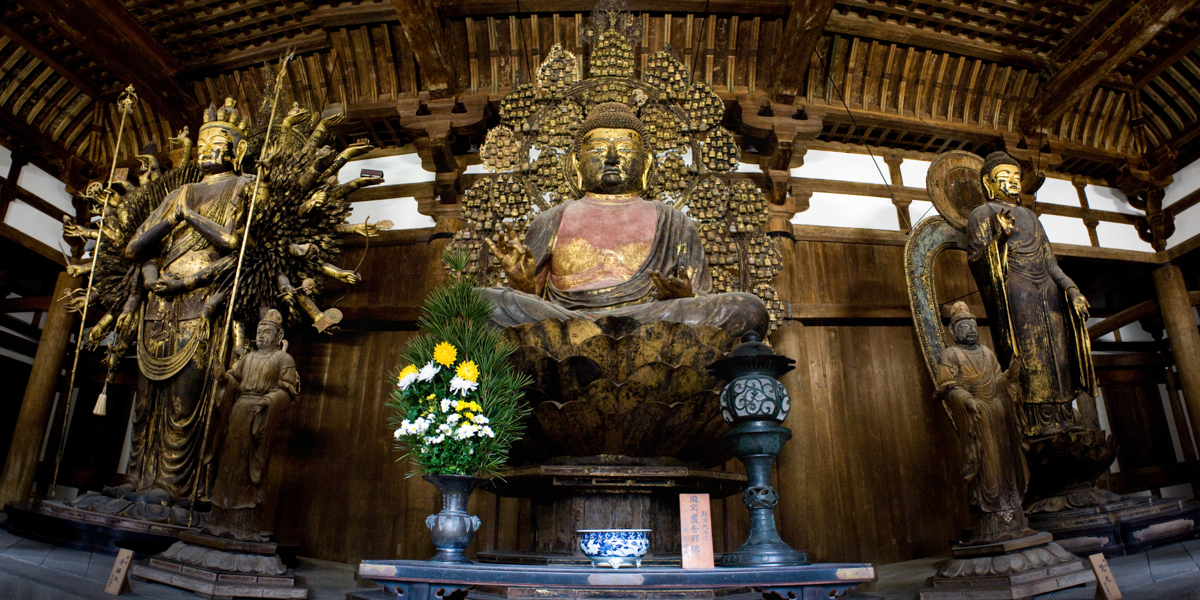
Birushana Butsu, centre, et Senju Kannon, à g. Intérieur du kondo, Toshodaiji. Laques sèches, v. 750-800
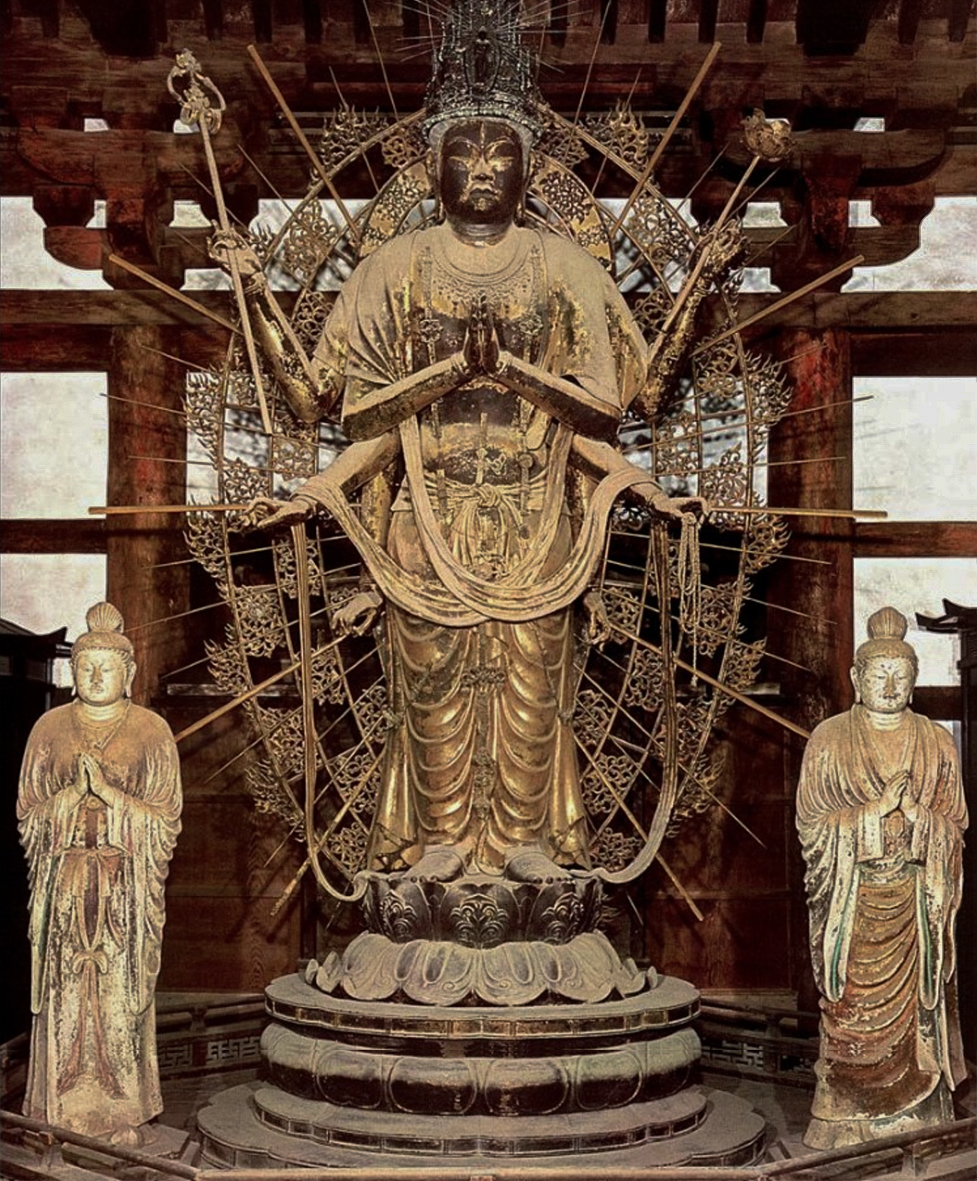
Fukūken-saku Kannon, laque sèche, or, H 3,64 m, et deux devas, argile crue. Fin 8e s. Hokke-dō, Tōdai-ji

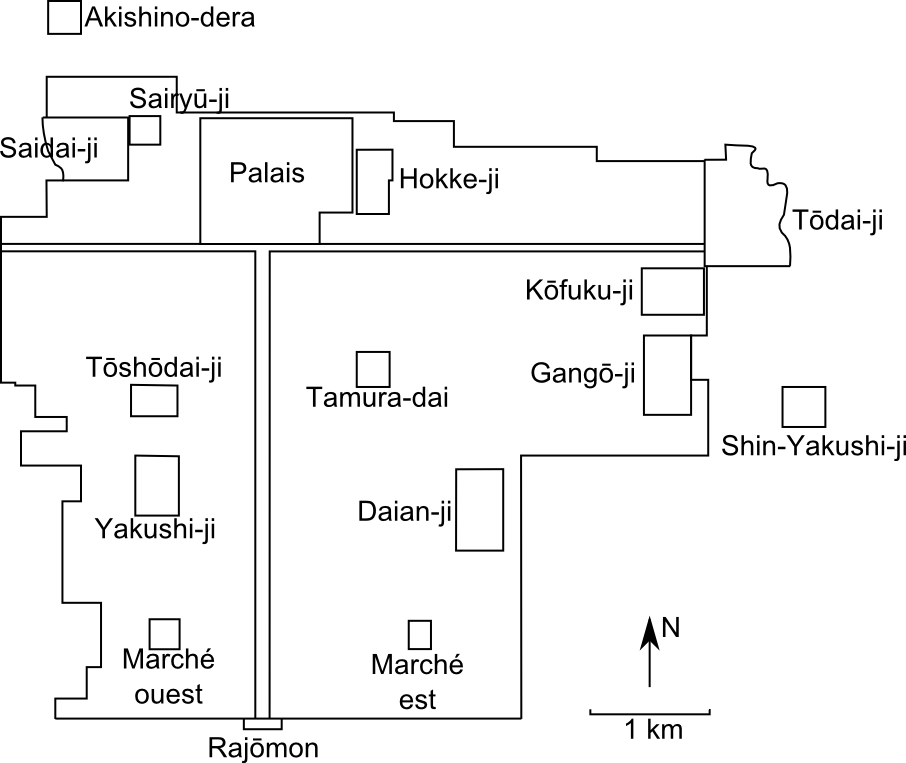
Carte des principaux édifices (temples, palais ou lieux publics) de Heijō-kyō (Nara) à la fin du VIIIe siècle. Les temples s'y reconnaissent par la particule finale -ji

L'ère Tempyô voit le bouddhisme à son apogée, devenu religion d'État.
Prolongeant la première vague du bouddhisme sur l'archipel, de nombreux temples d'État (kokubunji) sont fondés dans les provinces. Le bouddhisme se manifeste sous les formes des six écoles de la Capitale du Sud. Le clergé est chargé de prier pour la paix et la prospérité du pays et de la maison impériale. Ainsi, tant son recrutement que ses lieux d'implantations sont contrôlés par le pouvoir. Celui-ci autorise donc ces six écoles, en provenance de Chine : les écoles Sanron, Jojitsu, Hossô, Kusha, Kegon, et l'école Ritsu.
Certains sanctuaires, de la période d'Asuka, où le clan Soga dominait, sont déplacés à Nara, comme le Yakushiji en 718. D'autres y sont fondés. L'architecture, en particulier les grands temples comme le Tôdai-ji ou le Tôshodai-ji, est construite à partir des techniques chinoises, comme le goudong chinois, ici kaerumata, un jeu de console à trois jambes courbes et têtes correspondantes. Le Toshodaiji constitue, avec son kondo (probablement après 770), le plus vaste édifice subsistant de cette époque. Son imposante colonnade est unique au Japon. Dans un grand élan de foi, et pour soulager les douleurs de son peuple l'empereur Shōmu entreprend une réalisation qui va s'avérer contreproductive, la réalisation d'un Bouddha géant, l'image de Vairocana, le Bouddha absolu. En 752, a lieu la cérémonie d'ouverture des yeux de ce Grand Bouddha Vairocana dans le grand hall du Tôdai-ji. Cette immense statue, de 16 m de haut avec le socle, la plus grande statue en bronze du monde et la plus lourde (500 tonnes), coûte très cher. Elle alourdit les corvées qui pèsent sur la paysannerie et aggrave leur misère. Mais pour l'image du pays et de l'empereur, c'est aussi l'occasion d'une cérémonie à dimension internationale, avec la participation de 10 000 personnes, dont de nombreux moines venus des pays voisins. L'évènement fait du tennô une figure importante au sein de cette religion universelle.
La sculpture en laque sèche creuse et en bois laqué et peint a été préservée, en particulier dans le bâtiment du Shôsô-in, au sein du monastère du Tōdai-ji. La laque était, à cette époque, le matériau, très précieux, préféré par les moines et leurs protecteurs. Le procédé de laque sèche creuse ne se retrouve quasiment qu'à cette époque. Les sculptures réalisées dans cette technique sont très rares dans le monde. Pour 127 statues religieuses à Nara, fin  du VIIIe siècle, 76 sont en argile, 43 en laque sèche et 8 en bronze. Selon Christine Shimizu, « les ensembles les plus importants de sculpture en laque sèche creuse immortalisent l'âge d'or de l'époque de Nara ».

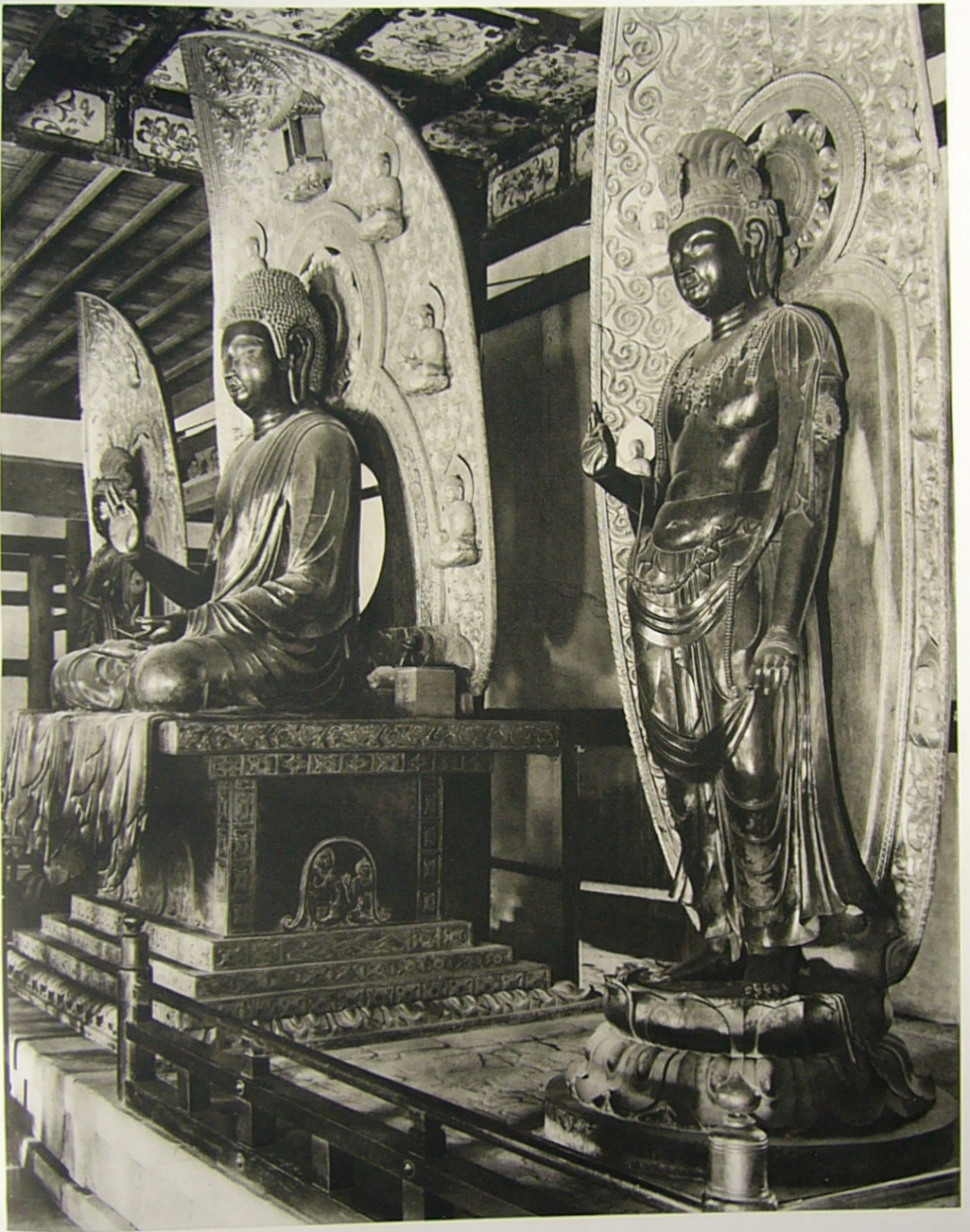
Triade de Yakushi Nyorai. Bronze doré; H. Yakushi Nyorai: image suivante, Bodhisattva: H. 3,18 m. Début VIIIe ? Yakushi-ji, Nara
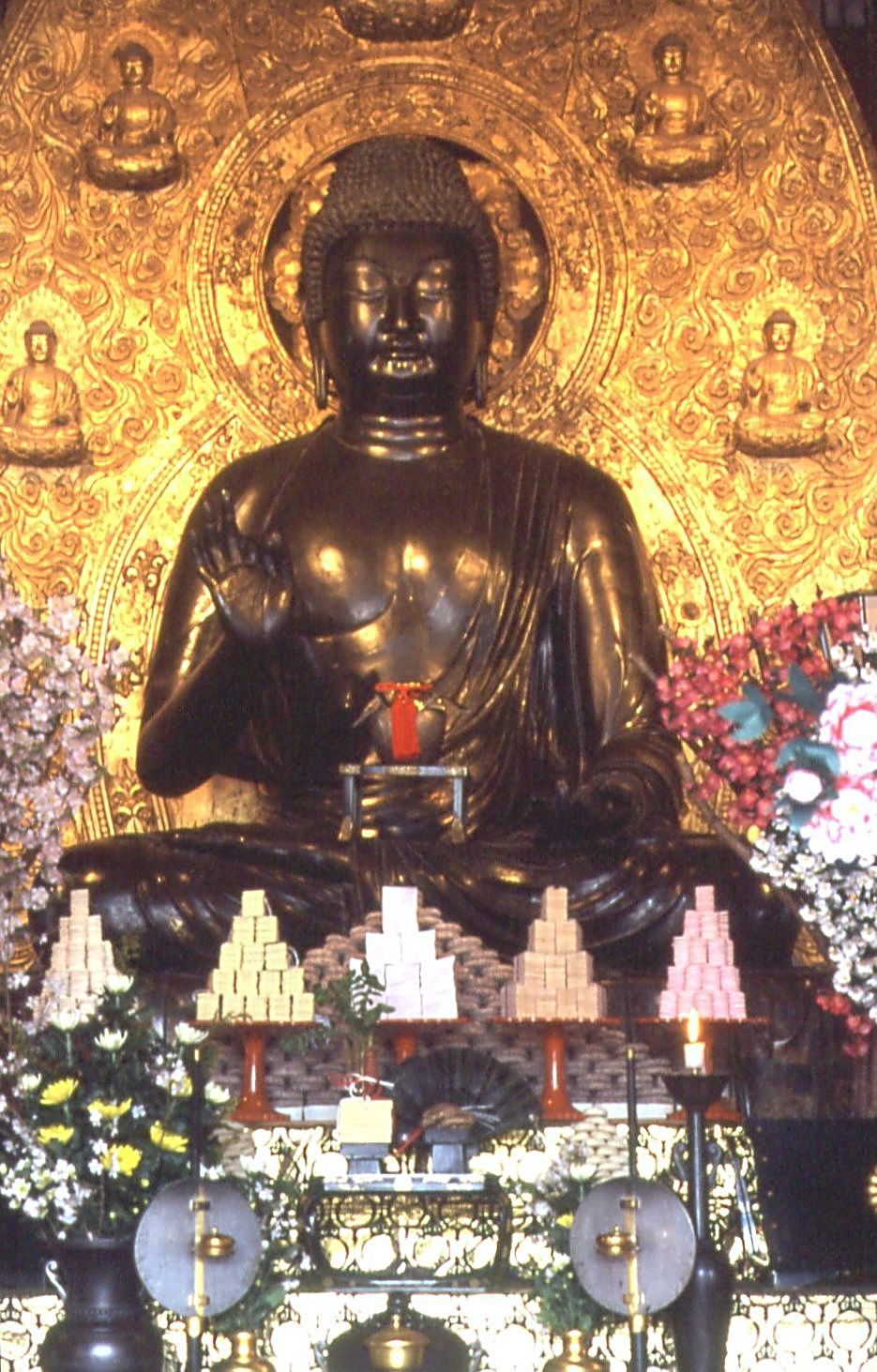
Yakushi Nyorai, début VIIIe siècle ? Bronze doré; H. 2,55 m. Salle principale Yakushi-ji, Nara[36],
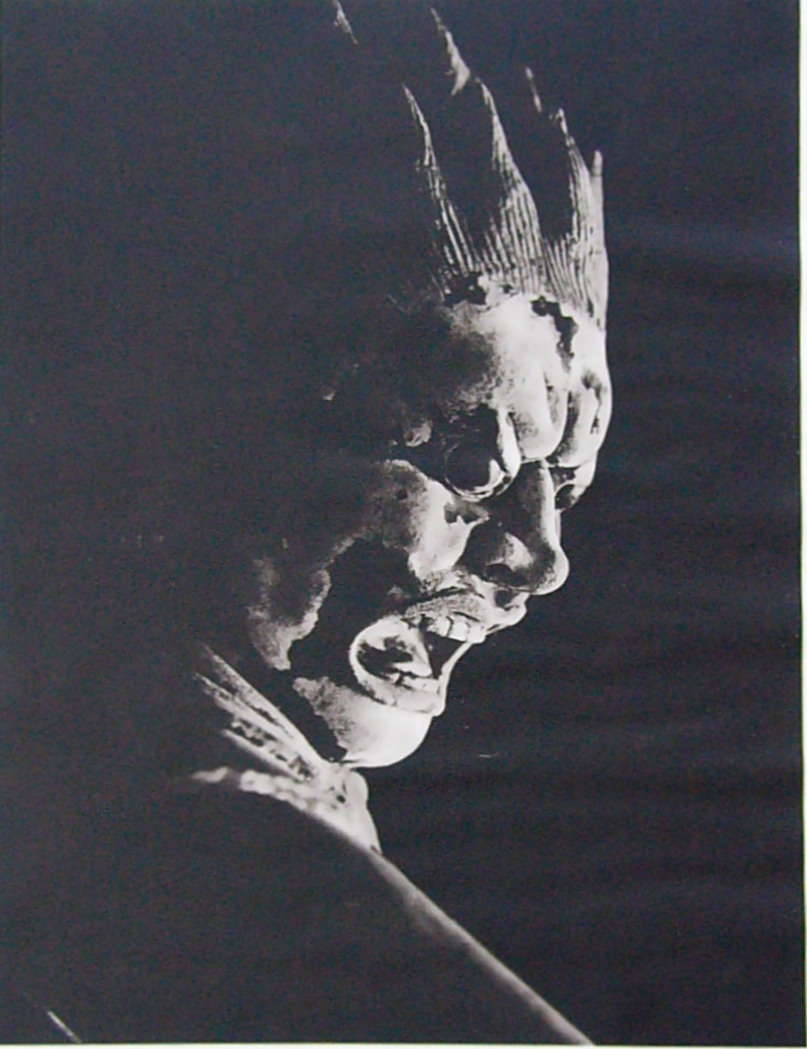
Général du Yakushi Nyorai. Argile crue, VIIIe siècle. Salle principale Yakushi-ji, Nara
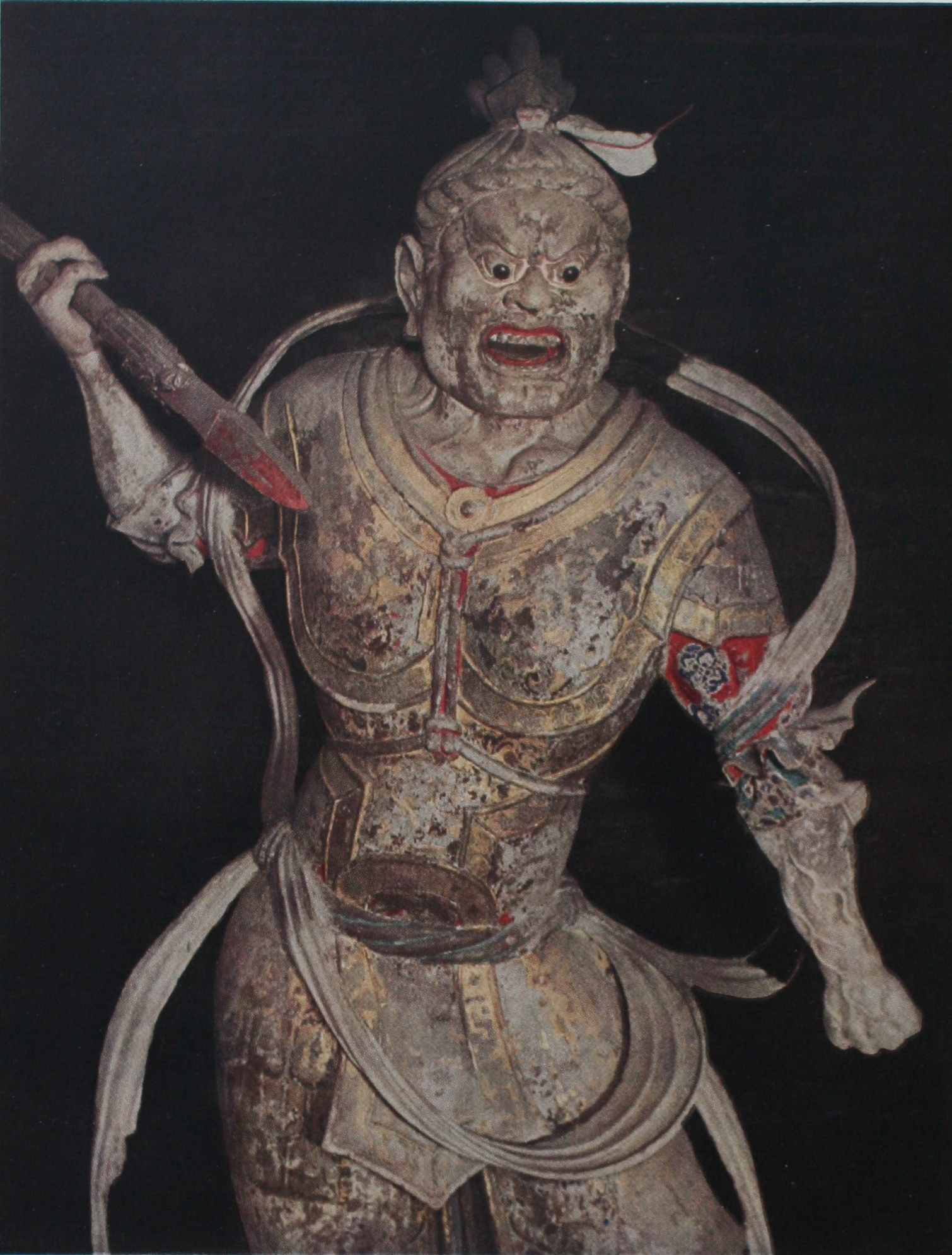
Vajrapani Shukongoshin. Argile crue, v. 740. H 170 cm. Hokkedo du Todai-ji, Nara
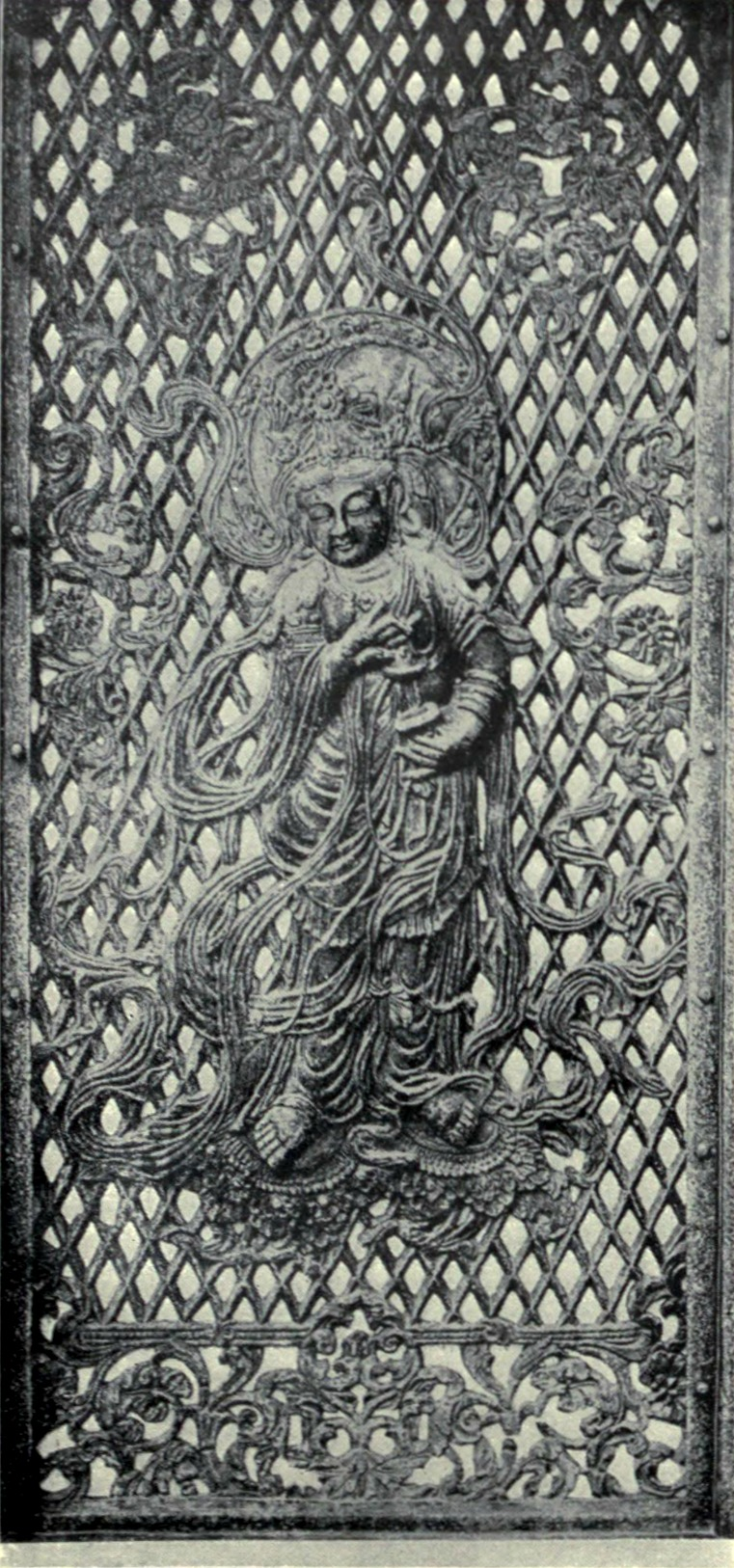
Vantail de lanterne. Bronze, v. 752. Todai-ji

## Échanges avec la Chine, Silla et Balhae
Ces échanges se multiplient avec les étudiants et les moines, et touchent tous les domaines : religieux, philosophique, administratif, urbanistique, littéraire et artisanal.
C'est une quinzaine d'ambassades qui sont envoyées en Chine, du VIIe au début du IXe siècle. Les plus importantes embarquant jusqu'à 600 personnes : hauts fonctionnaires, étudiants, moines, marchands et marins. Leur séjour est très long, parfois une vie entière. Les livres chinois arrivent avec des informations sur la vie dans la Chine des Tang, et la ville de Chang an, où l'on peut rencontrer des Indiens, des Sarrasins et peut-être même des chrétiens de Byzance, plus surement des habitants des oasis de la route de la soie par le Taklamakan, comme Kucha, Khotan et Tumshuq ainsi que des Sogdiens, convoyeurs de caravanes. 
Comparées à ces échanges intenses, le Japon n'entretient que des relations plutôt lointaines avec Silla. Cependant, la montée en puissance de Balhae (actuelle Mandchourie), ancien territoire allié au Japon contre Silla, précisément au Nord de Silla, a déstabilisé les relations entre le Japon et Silla. Balhae (Parhae) a envoyé sa première mission en 728 à Nara, qui l'a accueillie en tant qu'État successeur de Koguryo  (Goguryeo) , avec lequel le Japon s'était allié jusqu'à ce que Silla ait unifié les Trois Royaumes de Corée. De ces liens avec Balhae, le Japon retire des fourrures, des plantes médicinales, du miel, du kombu, ainsi que des livres chinois et des informations. Lors des ambassades de Silla, de nombreux échanges de produits de luxe coréens ont été importés par l'élite japonaise.
Parmi les nombreuses traditions importées du continent à cette époque, citons: le thé (dont l'usage se développera plus tard), la consommation de haricots fermentés, à l'état pâteux (tofu ) ou semi-liquide (miso), les clepsydres, installées au palais, et qui manifestaient le contrôle du souverain sur le temps, et enfin, le jeu de go et le sugoroku ainsi que la plupart des instruments de musique - flûtes, cythare jetygen et luths (d'Asie centrale), cithare (guzheng chinois), orgues à bouche (sheng chinois, saenghwang coréen) - qui furent importés de Corée, de Chine, mais aussi d'Asie-centrale ou d'Asie du Sud-Est.

## Art
Ce n'est qu'après la défaite de la flotte japonaise (663), venue en aide au royaume coréen de Baekje (Paekche), que le Japon commence à resserrer ses liens avec l'empire chinois. Ensuite, l'art de l'époque de Nara, au cours de l'époque Tenpyō (710-794), sera marqué par l'influence de l'art de la dynastie chinoise des Tang. « La première période de Nara », selon certains historiens d'art, l'époque Hakuhô (645-710) ayant été marquée par l'intégration de modèles d'abord coréens puis chinois au sein d'un ensemble de commandes fondées sur l'expansion du bouddhisme.
Les sculpteurs, peintres et calligraphes travaillant à la décoration des palais et des monastères sont regroupés dans les ateliers de la cour.

### Peinture et calligraphie

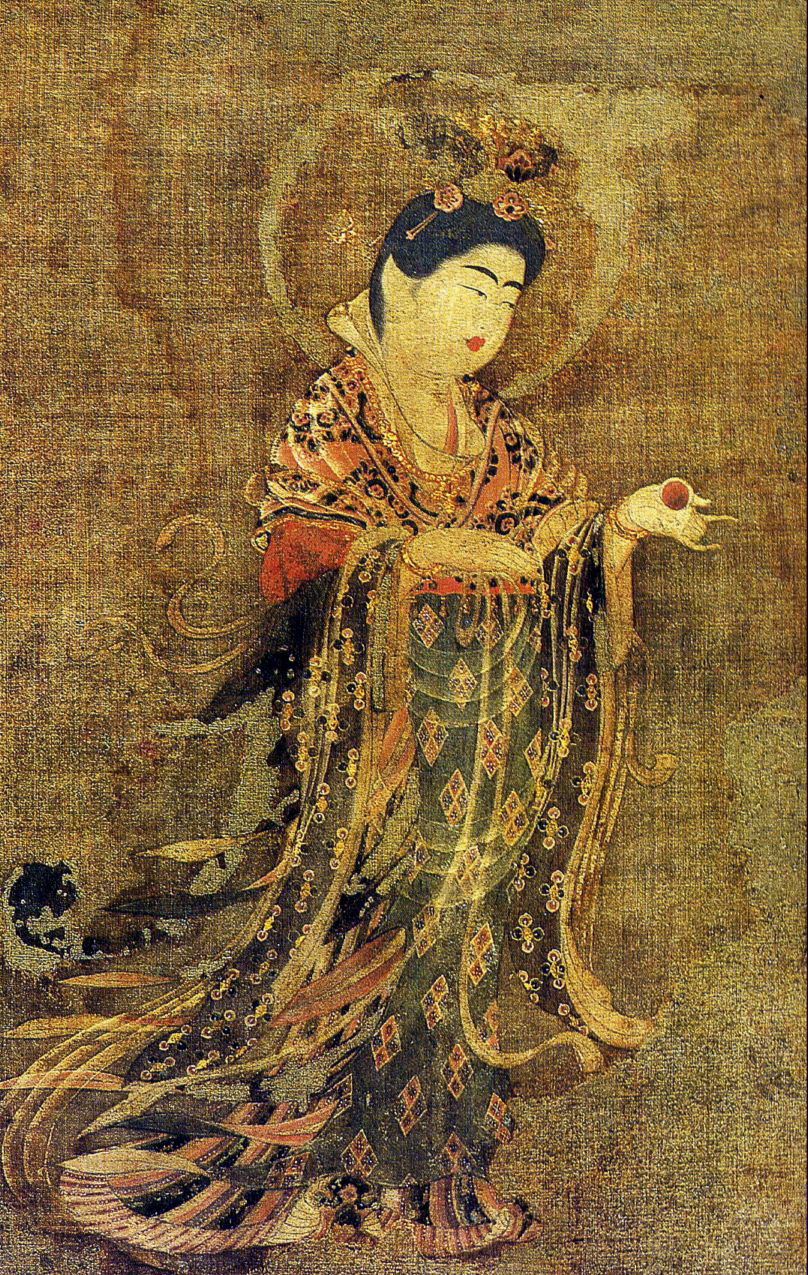
Kichijo Ten. Peinture sur chanvre (d'un habit de cérémonie); H 53.3 cm. v. 750-800. Nara, Yakushi-ji

La peinture de l'époque de Nara va connaître un très grand développement. On va l'utiliser pour transposer visuellement des textes bouddhiques importants. Elle témoigne d'une connaissance de la peinture indienne (notamment celle d'Ajanta) et y fait une référence lointaine. Mais elle est surtout très influencée par le style des Tang, avec un canon à la fois extrêmement réaliste, mais aussi très rond et sensuel. La figure de Kichijō Ten pourrait être celle d'une dame de la Cour des Tang, mais le halo et le « joyau qui exauce les désirs », dans sa main gauche, indiquent qu'il s'agit d'une peinture religieuse.
L'époque de Nara voit aussi se développer les rouleaux enluminés, ou emakimono. Ils sont destinés, dans un premier temps, à représenter des sūtra. C'est le début de la peinture narrative au Japon, qui reste à l'époque de Nara extrêmement proche de ses modèles chinois. Les couleurs sont posées en aplat, afin que la peinture ne craquelle pas lorsque les rouleaux de papier sont enroulés, et le plus souvent issues de pigments minéraux (azurite, malachite…). Un seul emakimono de l'époque subsiste de nos jours : le Sūtra illustré des Causes et des Effets. On voit apparaître des peintures de paysages, d'oiseaux, de fleurs ou encore des personnages, qui témoignent de l'émergence d'une peinture de genre.

### Céramique
À l'époque, la culture chinoise est largement importée et assimilée, ce phénomène concerne aussi la céramique japonaise de l'époque de Nara. Ainsi la couverte aux trois couleurs, sancai, provient directement de la technique en faveur sous la dynastie Tang.

### Sculpture
Si la période précédente est marquée par de nombreux témoignages de statues en bronze, la période de Nara est avant tout associée à la technique de la terre séchée et à la technique de la sculpture en laque sèche. Ces deux techniques sont importées de Chine à la fin du VIIe siècle et se développent au début du VIIIe siècle. Le bois va être de plus en plus utilisé, comme support à la laque sèche, ou tout simplement laqué et le bronze sera encore très présent.
La fin de l'époque de Nara marque pour la sculpture une phase de transition vers la sculpture sur bois, qui deviendra le support de prédilection dès l'époque de Heian.

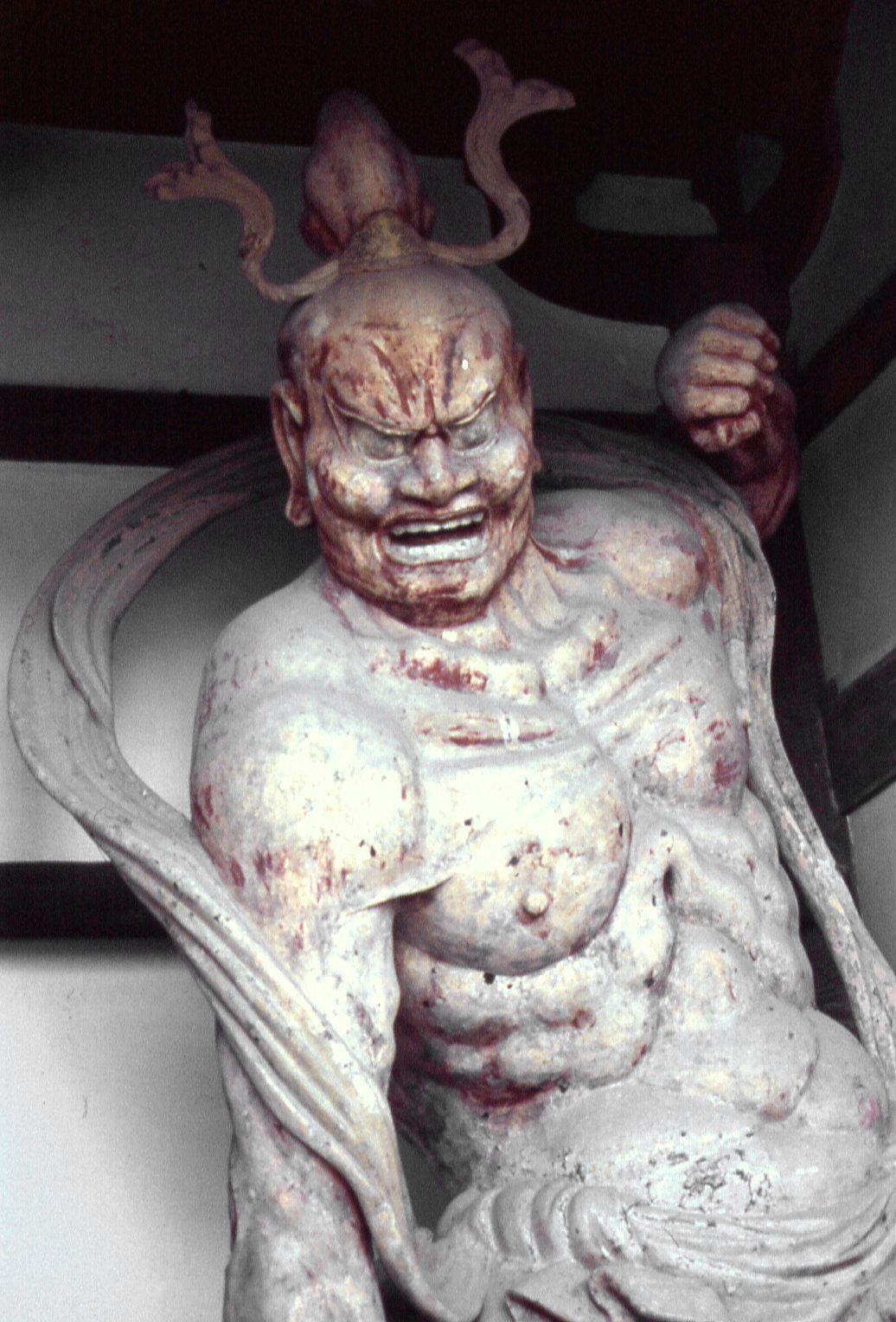
Un des deux Niō, divinités gardiennes japonaises des temples bouddhiques. (711). Terre séchée, H. 3.78 m. Porte centrale du Hōryū-ji

### Laque
La majeure partie des laques  conservés provenant de cette époque sont les grands laques secs creux et laques secs à âme de bois, des sculptures, très rares. Cette technique a été utilisée pour tous types de figures, alors que la terre crue a été réservée aux personnages figurant des forces protectrices du Bouddha, des images de guerriers impressionnants « sans doute parce qu'elle se prête mieux à la représentation des expressions du visage et des mouvements du corps ». Des laques secs creux ont été réalisés, au Kofuku-ji, pour les dix disciples de Sakyamuni et pour les dix êtres surnaturels. C'est probablement en raison de la vogue pour la culture chinoise, la sculpture chinoise des Tang utilisant cette technique, qu'elle se développa au Japon, bien que les premières utilisations remontent à l'époque précédente.

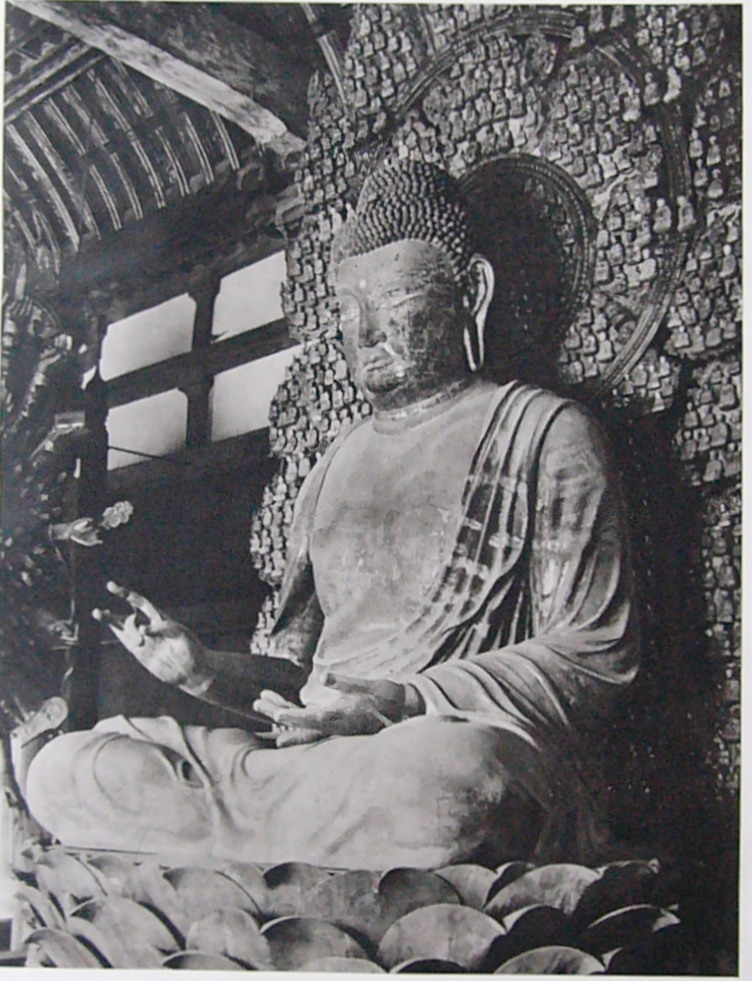
Vairocana Rushana. Laque sèche; H 2,40 m. Toshodai-ji, divinité principale du kondo
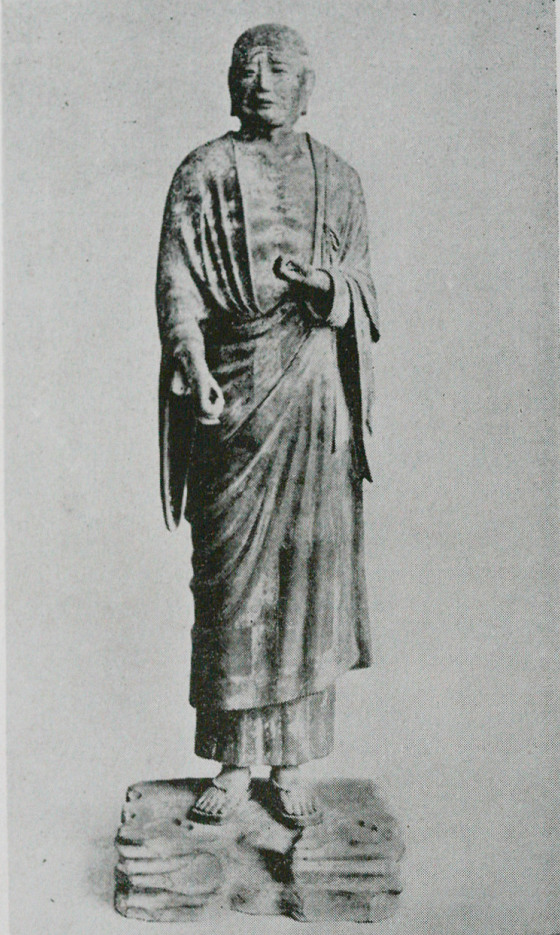
Furana, l'un des dix principaux disciples du Bouddha. Laque sèche; H. 1,49 m. Kofuku-ji, Salle dorée occidentale
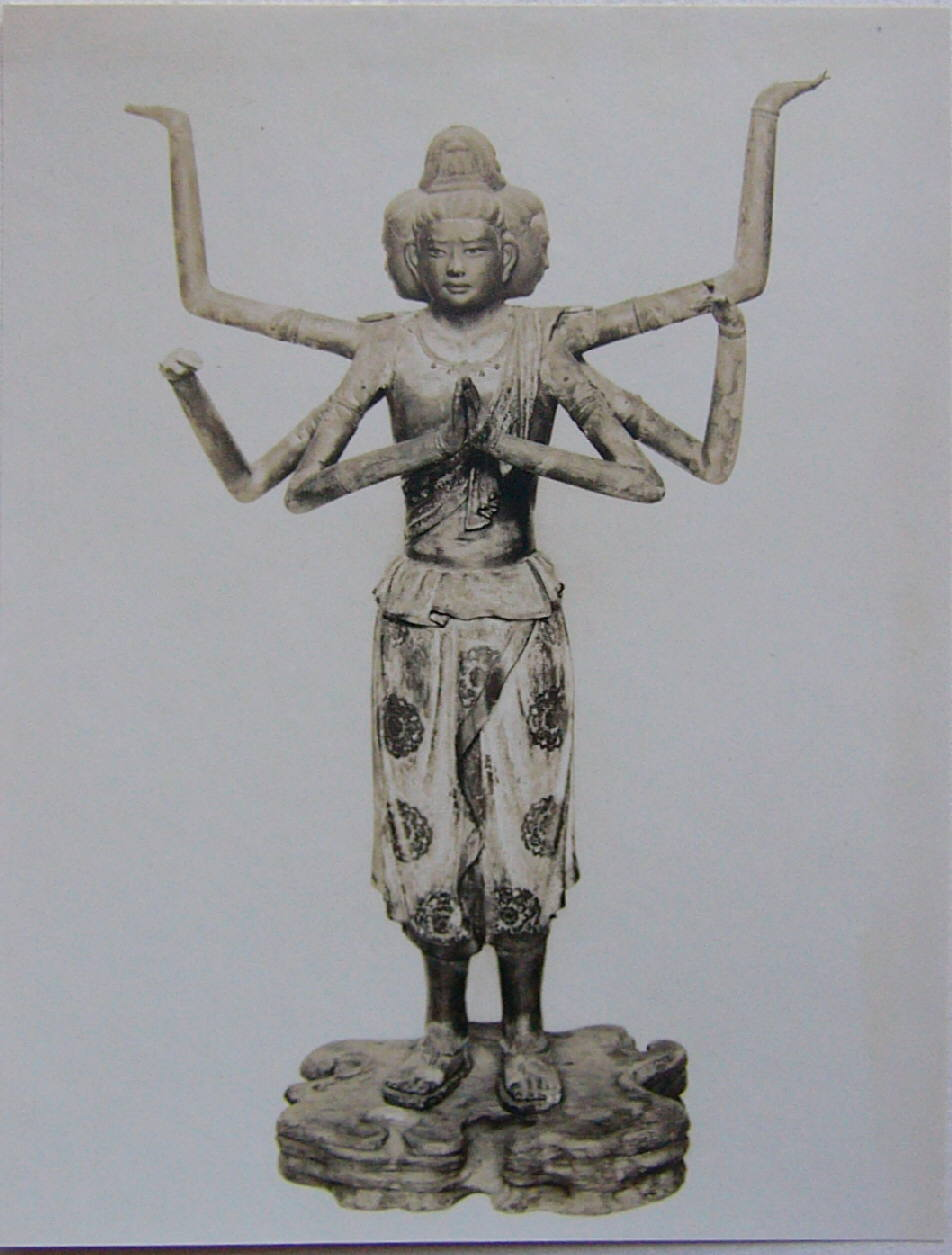
Ashura, un des huit protecteurs du Bouddha et de sa Loi, daté 734. Laque sèche : laque, tissus, bois, couleurs; 1,53 m. Kofuku-ji, idem
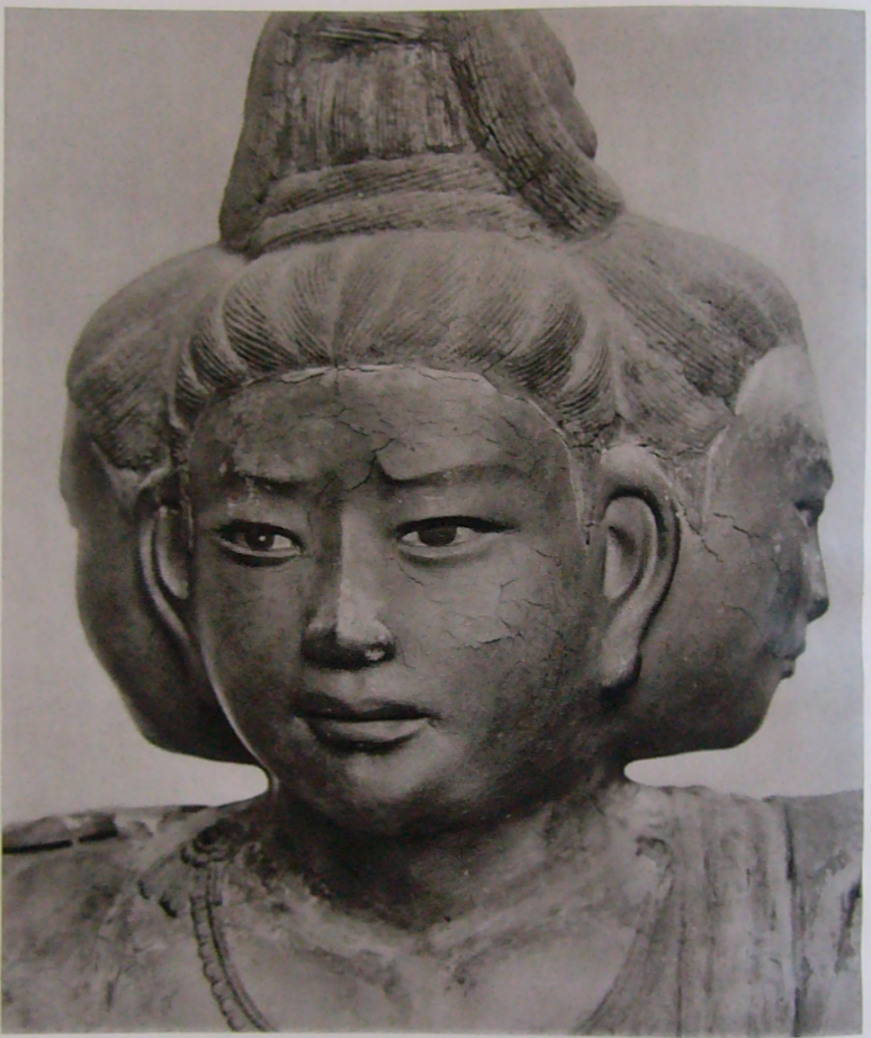
Ashura, vue rapprochée
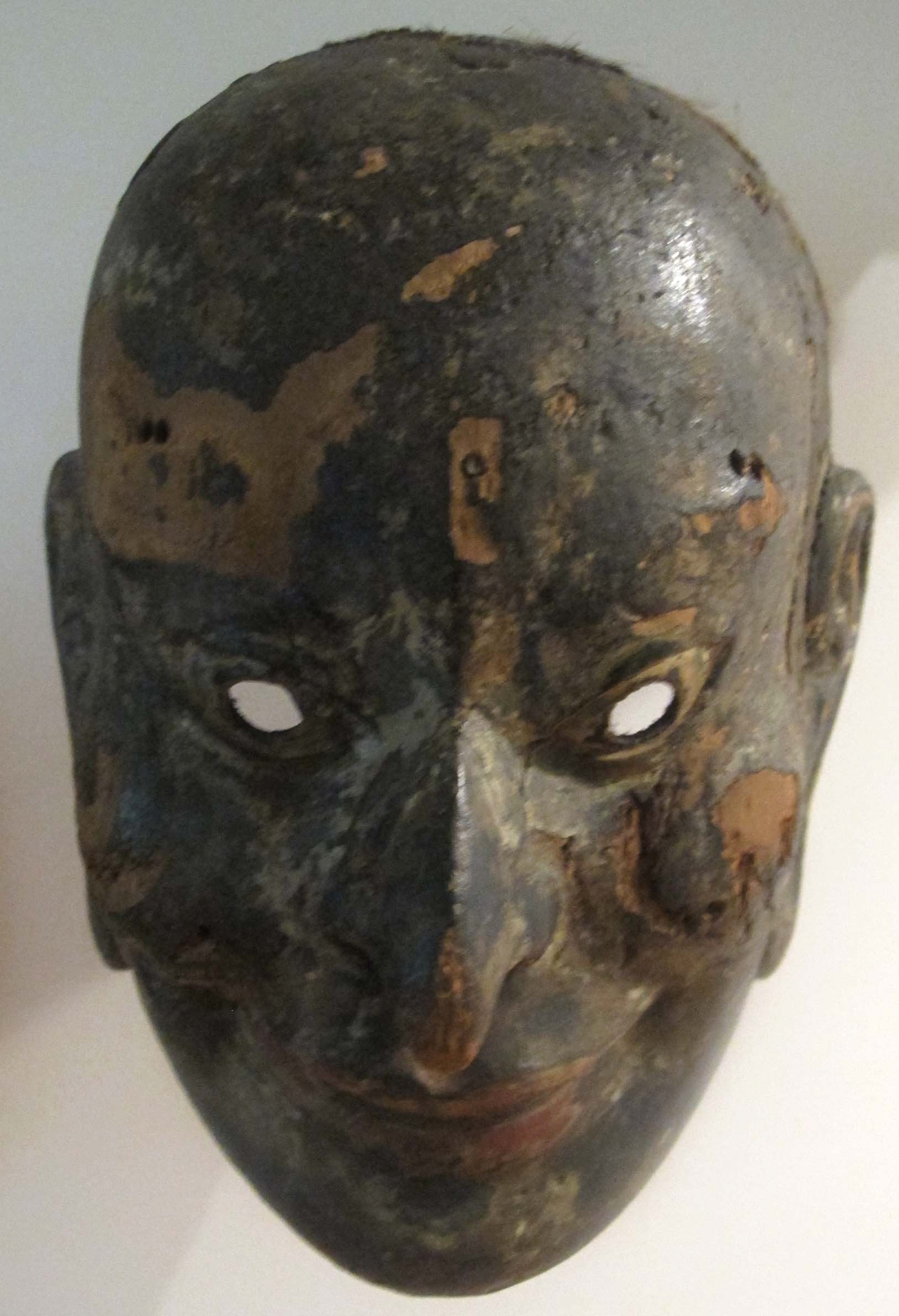
Masque de gigaku, Shishiko. VIIIe siècle. Bois de paulownia, laque, couleurs ; H. 27,5 cm. Musée Guimet

La technique de laque sèche a été employée pour la statue d'Asura, un des protecteurs du Bouddha, commandé par l'impératrice Kōmyō pour le temple du Kofukuji. Une armature en bois est réalisée afin d'être habillée d'argile modelée pour donner la forme globale de la statue. On va recouvrir l'ensemble sur toute sa hauteur de couches de chanvre imbibées de laque liquide, avec un temps de séchage intermédiaire entre chaque couche. Ceci formera une coque rigide et solide de la même forme que l'argile modelée.
Une fois toutes ces opérations réalisées, une ouverture sera pratiquée à l'arrière de la statue pour retirer l'argile, ne conservant que la coque et l'armature en bois. Le chanvre ayant séché, la structure reste stable. L'ouverture est ensuite recousue de fils de chanvre, et l'ensemble de la statue est recouvert d'une dernière couche de laque et d'argile, ce qui va permettre de retravailler le modelé final de la statue. Les détails, comme les doigts sont constitués d'une armature de fil de fer enveloppée de cordelettes et de tissus de chanvre et mis en forme à l'aide d'un mélange de sciure de bois et de laque, le kosuko. Une fois l'ensemble durci, ce mélange peut servir de couche d'apprêt pour les couleurs et la dorure. Cette technique permet des statues très légères et une grande souplesse de modelé.

### Architecture et urbanisme
L'architecture subsistant de cette époque consiste essentiellement dans les bâtiments dédiés au bouddhisme, évoqués ci-dessus (Bouddhisme, architecture et art bouddhique). Par contre on est assez bien renseigné sur de nombreux bâtiments et aménagements urbains disparus, dont l'ancien palais impérial et la ville de Heijō-kyō.
Jusqu'en 694, date de la fondation de Fujiwara-kyō par l'impératrice Jitô, la longue période des palais-sanctuaires shintō éphémères correspondait à des déplacements rendus nécessaires si le site était souillé par un décès, une révolte ou une épidémie.